# 内藤彰
内藤 彰（ないとう あきら、1947年 - ）は、日本の指揮者で、東京ニューシティ管弦楽団、及び東京合唱協会（プロ混声合唱団）の音楽監督・常任指揮者。名古屋市出身。愛知県立旭丘高等学校卒業。名古屋大学理学部卒業。
大学時代、山田一雄に師事した後、桐朋学園大学研究科（指揮専攻）に入り、小澤征爾、秋山和慶、尾高忠明らに師事。桐朋学園大学研究科修了後は、山形交響楽団専属指揮者を経て、国内外の多くのオーケストラを指揮した。1990年に、東京ニューシティ管弦楽団を創立、以後、同楽団の音楽監督、常任指揮者として活動していた。2019年に代表理事を日野洋一に譲り、2022年に同楽団が「パシフィックフィルアハーモニア東京」と名称変更し飯森範親が音楽監督に就任したあとは「創立指揮者」となっている。

## 著書
- 2009年 クラシック音楽 未来のための演奏論

## レコーディング作品
- 2004年 - ブルックナー：交響曲 第8番 （東京ニューシティ管弦楽団）
- 2004年 - ベートーヴェン：交響曲 第5番「運命」、 第6番「田園」 （東京ニューシティ管弦楽団）
- 2005年 - ブルックナー：交響曲 第4番 （東京ニューシティ管弦楽団）
- 2005年 - 有馬礼子：沖縄物語 （東京ニューシティ管弦楽団）
- 2006年 - ブルックナー：交響曲 第9番 （ウィリアム・キャラガン（英語版）による補筆完成版第4楽章・2006年改訂版付き）（東京ニューシティ管弦楽団）